# Erik Hansen (politiker)
 Der er flere personer med dette navn, se Erik Hansen.
Erik Hansen (1. marts 1939 – 24. juni 2009) var en dansk politiker, der var borgmester i Søndersø Kommune fra 1998 til 2005, valgt for Socialdemokraterne.
Hansen var oprindeligt butiksuddannet og arbejdede senere som salgschauffør. Han efteruddannede sig til revisor. I 1969 etablerede han egen revisorvirksomhed, men i 1985 solgte han sit revisonsfirma til Hans Hougaard og blev ansat ved revisorfirmaet Hans Hougaard i Bogense. Han fik senere arbejde som beskæftigelseskonsulent, først i Bogense Kommune og fra 1995 i Odense Kommune. 
Han blev valgt til kommunalbestyrelsen i Søndersø Kommune i 1982. Han blev viceborgmester i 1994 og borgmester i 1998 – som den første socialdemokrat i kommunens historie. Han var borgmester frem til 2005, hvor han trods et højt personligt stemmetal ikke kunne danne et flertal, hvorfor borgmesterposten gik til Venstres Bent Dyssemark. Politisk var årene med Hansen i borgmesterstolen kendetegnet ved bredt samarbejde. 
Erik Hansen døde af blærehalskirtelkræft.